# Sigara variabilis
Sigara variabilis är en insektsart som först beskrevs av Hungerford 1926.  Sigara variabilis ingår i släktet Sigara och familjen buksimmare. Inga underarter finns listade i Catalogue of Life.